# Udo Hebisch
Udo Hebisch (* 1954 in Welver) ist ein deutscher Mathematiker und war Hochschullehrer der TU Bergakademie Freiberg.

## Biografie
Udo Hebisch studierte ab 1974 Mathematik und Informatik an der Technischen Universität Clausthal, 1979 schloss er sein Studium mit Diplom ab. Die Promotion erfolgte 1984, die Habilitation 1990. Von 1979 bis 1993 war er als Assistent an der TU Clausthal angestellt.
1993 wurde Hebisch als Professor für Algebra an die TU Bergakademie Freiberg berufen, von Oktober 1997 bis Dezember 2019 war er dort Direktor des Instituts für Diskrete Mathematik und Algebra. Er ist als „Geschäftsführer“ für das Mathematische Café am Rande des Internet verantwortlich, wo er auch das virtuelle Museum für Mathematik und Kunst eingerichtete. Hebisch ist Mitorganisator der Frühjahrsakademien für Mathematik. Für den Film Bibi Blocksberg und das Geheimnis der blauen Eulen (2004) war er als mathematischer Berater tätig. Seit Oktober 2020 ist er im Ruhestand.
Hebisch arbeitete auf dem Gebiet der Algebra, insbesondere der Halbgruppen, Halbringe und der algebraischen Methoden der Informatik.